# Восстановление Тахмаспа II на сефевидском престоле

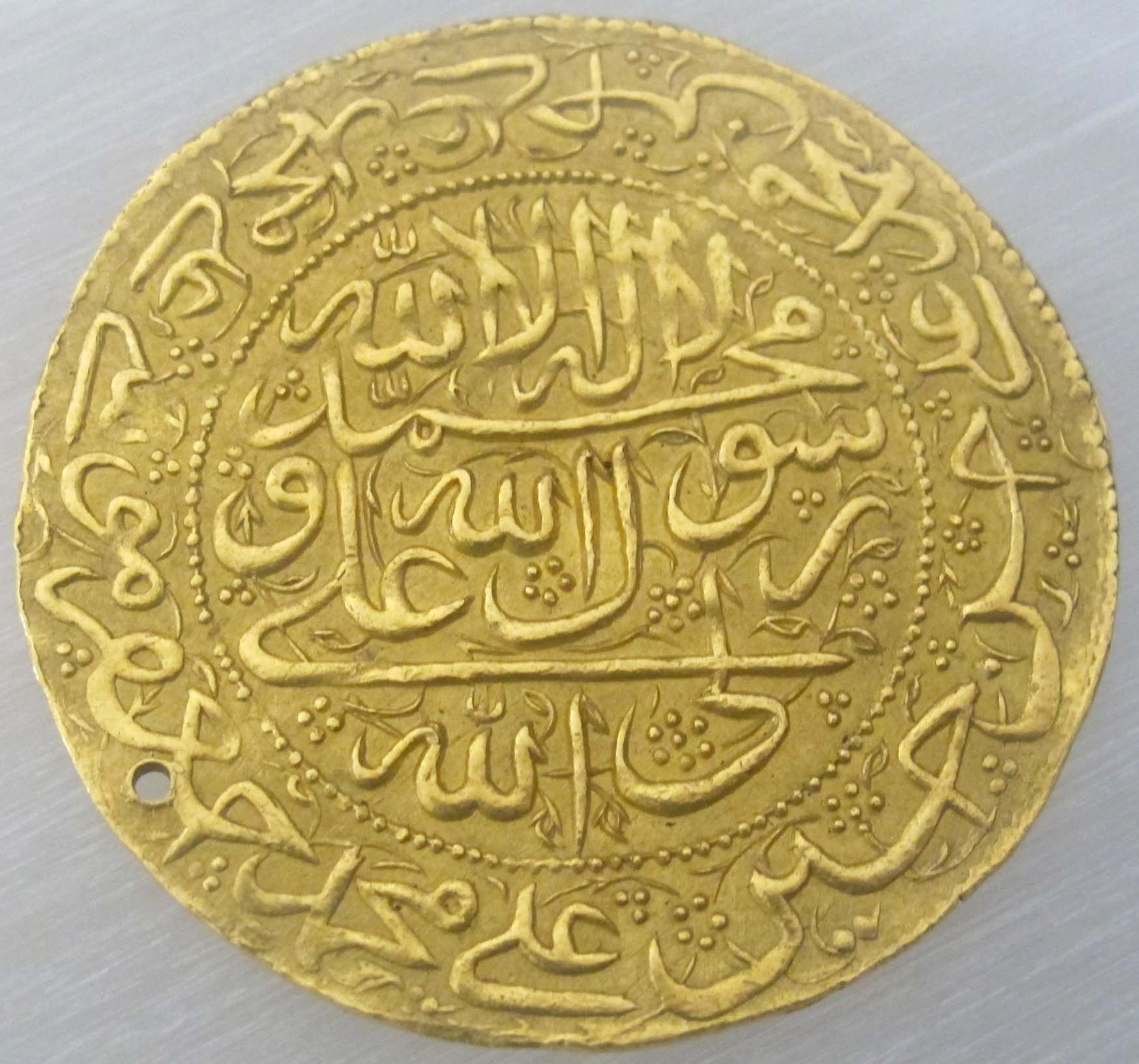
Монета, отчеканенная во время правления Тахмаспа II

Восстановление Тахмаспа II на сефевидском престоле —  это событие стало возможным в результате ряда сражений, произошедших в 1729 году между Надир-ханом, генералом Тахмаспа II, и афганцем Ашрафом Хотаки. Хотя номинально на престоле находился Тахмасп II, фактическая власть была сосредоточена в руках Надир-хана. Афганцы же были навсегда изгнаны с большой части территорий Сефевидской империи, а через некоторое время Надир выступил и снова подчинил их.

## Вторжение в Исфахан

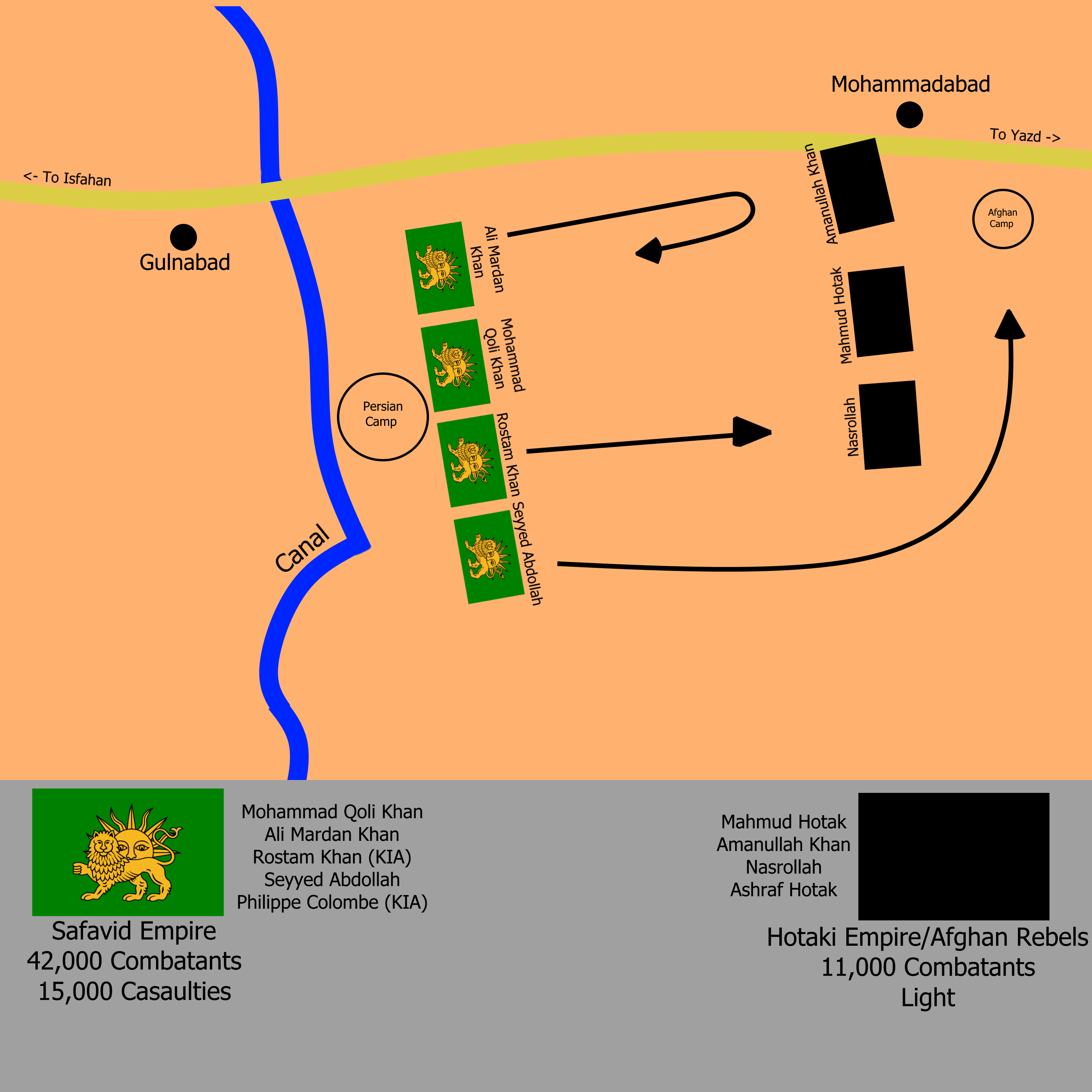
План битвы при Гульнабаде

В 1722 году империя Сефевидов находилась в глубоком кризисе. Параллельно с развалом экономической системы страны по империи прокатились восстания. Также афганцы, воспользовавшись этим, сначала отменили правление Сефевидов в Афганистане и начали марш в сторону центральных районов империи. В марте 1722 года столица Исфахан была осаждена.
Чтобы предотвратить продвижение афганцев к Исфахану, армии двух сторон встретились в месте под названием Гульнабад. Армия Сефевидов делилась на три части: правое крыло, левое крыло и центр. На флангах было собрано 30 000 кавалеристов. Правое крыло возглавил Рустам-хан, левое крыло – Мохаммадгулу-хан Шамли. В центре стояла пехота и артиллерия. Арабский судья также вел арабских всадников. Афганская армия была разбита на 4 группы с сильнейшими бойцами в центре. На правом фланге выстроились воины Имануллы-хана, на левом - зороастрийские воины. На спине были грибы. Битва началась с успешной атаки правого крыла армии Сефевидов на афганцев. Воодушевленный этим, арабский судья двинулся навстречу афганской армии с левого фланга. Левый фланг афганцев был смят и отряд арабского судьи вышел к афганскому штабу. Но солдаты разошлись и занялись сбором добычи. Афганцы увидели разбросанную кавалерию и атаковали ее, а сефевидская артиллерия была нейтрализована. После этого афганская артиллерия открыла огонь по сефевидской пехоте. Армия Сефевидов отступила артиллерийским огнем. Афганцы победили. Так, в марте 1722 года столица Исфахан была осаждена. По окончании 8-месячной осады в городе начался сильный голод, и люди не могли найти даже бездомных животных в пищу. По предложению одного из генералов Сефевидов за городом Тахмасп Мирза, один из принцев, прорвал осаду и бежал. Чуть позже шах Султан Хусейн сдался афганскому полководцу Мир Махмуду Хотаки. Условия капитуляции включают неприкосновенность жизни членов династии, уважение к бывшему королю и т. д. были такие требования. Взамен Хусейн возлагает свой царский трон на голову Мир Махмуда и объявляет его королем. После этого его 18-летний сын Тахмасп Мирза, которому удалось бежать из города, провозгласил себя царем.

## Попытки восстановление империи
После того как Тахмасиб объявил себя шахом, Фатх-Али-хан попал под влияние Каджара. Тахмасп II, личность слабая, пытался ослабить влияние Фатх-Али-хана Каджара, но ему это не удалось. В то время территории империи Сефевидов были оккупированы русскими, османскими и афганскими войсками, и вести успешную борьбу против этих 3 сил представлялось очень сложной задачей. Но Фатали-хан считал, что можно воспользоваться тем, что афганцы и османы воюют друг с другом. Действительно, растущее афгано-османское соперничество сделало Тахмасиба II более отдаленным с точки зрения создания угрозы в глазах этих сил. Тахмасп II и Фатали-хан, начавшие военные действия, сначала начали поход против Малика Махмуда, поднявшего восстание в Хорасане.

## Восстановление престола Сефевидов
После конфликта между Тахмасибгулу-ханом и Тахмасибом II, Тахмасиб II настаивает на походе на Исфахан. Однако Тахмасибгулу-хан выбирает борьбу с афганцами в качестве первого шага к воссоединению своего государства Сефевидов. Абдали выбраны в качестве первых жертв двух враждующих афганских племен, поскольку они были разделены и воевали друг с другом в течение многих лет. Накануне похода на Герат новый удар по отношениям «сотрудничества» между Надиром и Тахмасибом наносит инцидент в Сабзаваре. Так, как известно, Тахмасиб по совету своих министров отказался от похода на Герат вместе с Надиром, а выразил намерение идти на Мазендаран, и согласился направить свои силы против абдалитов, разумеется, под команда Надира. Однако, когда Надир узнал, что министр и другие враждебно настроенные к нему чиновники распространяют в войске мысль о неповиновении ему (Надиру), он решил продвинуться к Герату и вернулся в Мешхед. Сожалея о том, что Тахмасиб напал на дружественно настроенных Надиру тюрков-бугайри, Надир отправил Тахмасибу сообщение о походе абдалов для предотвращения нападения на район Биярджуманд, чтобы тот остановил этот поступок и помог ему (Надиру) в бороться с афганцами. В ответ Надир был отозван в Сабзавар и по пути стал свидетелем того, как Тахмасиб отправлял сообщения во все части Хорасана и намекал, что приказам и приказам Надира не следует подчиняться. Как будто это было потеряно, Надир, увидев, что ворота Сабзавара закрыты перед его носом, занял радикальную позицию и поджег город. После сдачи города отношения Надира и Тахмасиба приобретают новый характер. Через два дня Надир отправляет принца в Мешхед в сопровождении особого отряда, вроде уже сидящих в тюрьме. Тахмасибгулу-хан покинул Мешхед вместе с Тахмасибом II в мае 1729 года. Как известно из «Тарихи-Надир», Тахмасибгулу-хан лично обезглавил одного из афганских предводителей в бою с абдалами у замка Кафир; абдалицы понесли большие потери под Кусией, выбросили все свои боеприпасы и направились к Герату. После поражения при Рибати-Парьяне Аллахьяр-хан послал гонца в лагерь Тахмасибгулу-хана и предложил мир; но Тахмасибгулу-хан настаивает на том, чтобы Аллахьяр-хан и его генералы пришли к нему лично. Когда Аллахьяр-хан услышал, что Зульфугар пришел ему на помощь, он отказался от мысли о мире. В результате, после того как Тахмасибгулу-хан добился победы над обоими абдальскими лидерами, пришедшие к Тахмасибгулу-хану афганские генералы принесли извинения за свои действия и заявили, что подчинятся и даже будут сотрудничать с иранцами в борьбе против гильзаев. В то время Тахмасиб и его министры были против принятия предложений Абдалиса, но Тахмасибгулу-хан согласился на мир. На следующее утро лидеры абдали приходят в шатер Тахмасибгулу-хана с большими подарками и награждаются аба. Некоторые из генералов абдали поступили на службу к Тахмасибу II, а лидер абдали Аллахьяр-хан был официально утвержден судьей Герата.
Ашраф, афганский правитель в Иране, уже начинает беспокоиться о своих победоносных походах. Ашраф отправляет свои войска в Хорасан, на Надир. 30 сентября 1729 г. войска Ашрафа потерпели поражение в сражении на берегу реки Мехмандост (Битва при Дамгане (1729 г.)). Этой блестящей победой Надир начинает борьбу за очистку страны от иностранцев. Войска Ашрафа отступают в сторону Тегерана и оттуда направляются в сторону Исфахана. Понимая, что Надир после сведения счетов с афганцами пойдет на Азербайджан, османский султан отправляет на помощь Ашрафу большую армию.
Решающая битва между Надиром и Ашрафом 13 ноября 1729 года происходит сражение в месте под названием Мурчехорт близ Исфахана. Мурчехорт находился в 55 км к северу от Исфахана, и кто бы ни выиграл это сражение, он легко получил бы столицу.
С первых минут боя Надир отдавал предпочтение ударам по мячу. По приказу начальника артиллерии Амир-хана силы афганцев в центре были в основном расстреляны. По словам историка Самнани, если в прежние годы один афганский воин мог одолеть 100 золотых воинов, то в битве при Мурджехорте один богатырь мог одолеть тысячу афганских воинов. Пехоте Надира удалось выйти на позиции афганцев, несмотря на артиллерийский и гаубичный огонь афганцев. В результате упорства армии Гызылбаша пушки Ашрафа были захвачены, и он лишился артиллерийской поддержки. Некоторые османские бойцы, пришедшие на помощь афганцам, попали в плен. Однако после окончания боя пленных боевиков отпустили.
По словам историка Бабаинина, после того как афганские войска оставили свои владения на поле боя и обратились в бегство, кызылбашское войско начало их грабить. Однако перед боем Надир-хан отдал строгий приказ не допускать подобного действия. Наблюдая за этой сценой с холма, Надир приказал резервному отряду из 8000 кавалеристов убрать мародеров с площади. Обращаясь к собравшейся армии, Надир наказал некоторых мародеров и объявил, что даже через 10 лет любой, у кого будет найдено имущество, принадлежащее афганцам, будет казнен. Все войска сдали собранные вещи. Надир-хан поджег собранные ценности.
Надир-хан приказал Алигулу-бею Афшару преследовать бегущих афганцев.
Уцелевшие афганцы во главе с Ашрафом бежали в Исфахан. Услышав известие о поражении Ашрафа, жители Исфахана вооружились и уничтожили афганский гарнизон в городе. Войдя в город, Ашраф понял, что оставаться в городе опасно, а потому приказал найти животных, которые несли бы богатства, собранные им у населения годами. Для этого было собрано около 300 верблюдов и большое количество мулов. Ашраф, который покинул город и направился в Шираз, рассердился и послал своего визиря обратно сжечь все дома в Исфахане. Увидев возвращение афганцев, горожане снова взялись за оружие. Увидев суматоху в городе, афганцы подумали, что войска Надира уже вошли в город и повернули назад.
Ашраф взял с собой в Шираз нескольких сефевидских принцев.
Надир торжественно въезжает в город и своими руками возлагает сефевидскую корону на голову шаха Тахмасиба. Пройдя немного, Надир отправляет свои войска в провинцию Фарс преследовать афганцев. В битве при Заргане их правитель Ашраф был убит вместе с афганскими воинами.
Таким образом, был восстановлен сефевидский трон, упраздненный взятием Исфахана афганцами в 1722 году. Хотя афганцы потерпели поражение, борьба с Османской империей и Российской империей, оккупировавшей часть земель Сефевидов, еще некоторое время будет продолжаться.

## Въезд Тахмаспа II в столицу
Жители Исфахана с большой радостью отпраздновали изгнание афганцев. 16 ноября 1729 года Надир-хан в парадной форме вошел со своим войском в Исфахан. Согласно «Алам Ара-йе Надери», жители Исфахана праздновали 3 дня. По приказу Надира оставшееся в городе имущество афганцев было конфисковано и роздано отличившимся воинам и генералам в Мурчехорте.
Шах Тахмасп II вошел в Исфахан 29 ноября 1729 года. Согласно источникам, на похороны шаха пришло все население города. Полы, ковры и позолоченные ткани были уложены на двухмильной дороге в Чахарбаг. Когда вдали показался Шах Тахмасп, Надир спешился, вышел к нему навстречу и поприветствовал его. Надир и Шах Тахмасп, которые вместе пришли в сад Хезарджириба, заночевали там. На следующее утро они отправились в путь и прибыли в Чахарбаг, королевский сад. Оттуда Шах Тахмасп отправился в царский дворец.

## Свержение с власти
В то время как Тахмасибгулу-хан подавил восстание в Хорасане, Тахмасп II начал военные действия против османов, чтобы поднять свой пошатнувшийся престиж. Потерпев поражение в ходе военных действий, Тахмасиб II был вынужден подписать мирный договор с Османской империей, несмотря на протесты Тахмасибгулу-хана из Хорасана. Согласно этому соглашению, государство Сефевидов согласилось передать османам территорию Сефевидов к северу от Аракса. Однако Тахмасибгулу-хан, подавивший восстание в Хорасане и вернувшийся, сверг Тахмаспа II и провозгласил вместо него шахом Аббасом III своего сына Аббаса Мирзу. Шаху Аббасу III не было и года, когда его провозгласили правителем.
Тахмасп II был убит в 1740 году сыном Надир-шаха вместе со своей семьей.